# Danmarks historie (1901-1945)
 For alternative betydninger, se Danmarks historie (flertydig). (Se også artikler, som begynder med Danmarks historie)
Danmarks historie (1901-1945) betød et farvel til selvforsyningsøkonomi og en begyndende overgang til eksportproduktion (lurmærket smør og bacon til det engelske marked). Andelsbevægelsen vandt stærkt frem i form af andelsmejerier og -slagterier. I byerne fortsatte industrialiseringen støttet af hovedaftalen indgået i 1899 mellem De samvirkende fagforbund (senere: LO) og Dansk Arbejdsgiver- og Mesterforening (senere: Dansk Arbejdsgiverforening). Jernbaner og havne blev anlagt og udvidet. Med indførelsen af dampdrevne maskiner og senere med elektrificeringen blev det muligt at massefremstille daglige fornødenheder. Industrialiseringen blev styrket af, at mekaniseringen i landbruget og en forbedret sundhedstilstand skabte et befolkningsoverskud, hvoraf nogle emigrerede (mest til Midtvesten i USA), mens de fleste søgte ind til byerne. Her gav en hastig og omfattende udbygning af byernes boligmasse tag over hovedet for de mange nye kernefamilier i arbejderkvartererne.
Arbejdsløshed og epidemier (f.eks. kolera og den spanske syge) gjorde armoden værre, og gav baggrund for dannelsen af arbejdsløshedskasser og sygekasser, mens afholdsbevægelsen blev dannet med det formål at bekæmpe drikfældighed. Hos den jævne del af befolkningen fik Socialdemokratiet stor fremgang, og selv om partiet mistede en del vælgere, da Danmarks Kommunistiske Parti blev stiftet i 1919, blev det landets største parti. Gennem perioden fik flere forskellige vækkelsesbevægelser stor fremgang både på landet og i byerne, og foreningslivet blomstrede især på landet, men også i byerne.
Krisen i 1930'erne med konkurser, arbejdsløshed og dårlige eksportmuligheder gav stødet til en større, social bevidsthed og med Kanslergadeforliget i 1933 kom de grundlæggende dele af det sociale sikkerhedsnet på plads. Forliget er blevet betegnet som en hjørnesten i opbygningen af den danske velfærdsstat.
Kulturelt førte en bevægelse bort fra det fastlåste og traditionsbundne til stadigt større frigjorthed på alle områder. Samtidig fik kunstnerne nye medier at udtrykke sig gennem; især radio og film, men også aviser og ugeblade bidrog til, at der for alvor opstod en massekultur, hvor betydelige dele af befolkningen var fælles om kulturpåvirkninger. I det meste af perioden kom de stærkeste kulturpåvirkninger fra Frankrig og Tyskland, og det var først med afslutningen af 2. verdenskrig, at den engelsk-amerikanske påvirkning blev mærkbar.
I 1917 blev De dansk-vestindiske øer, på nær Water Island, solgt til USA, og Island fik sin uafhængighed i 1918. Kun Færøerne og Grønland var tilbage af Danmarks oversøiske besiddelser. Udenrigspolitisk førte de skiftende regeringer en neutralitetspolitik i samarbejde med Norge og Sverige. Neutraliteten kunne fastholdes under 1. verdenskrig, men den 9. april 1940 besatte det nazistiske Tyskland Danmark og Norge, mens Sverige opretholdt en vanskelig neutralitet.
Danmark blev medlem af Folkeforbundet fra begyndelsen i 1920 og var med, indtil organisationen blev opløst i 1946.
Der opstod en alvorlig krise mellem Danmark og Norge, da nordmændene i 1932 landsatte en styrke i det, de kaldte Eirik Raudes Land (Kong Christian X's Land), og som var en del af Østgrønland. Norge holdt området annekteret frem til 1933, da en voldgift ved Den Internationale Domstol tilkendte Danmark suveræniteten over hele Grønland.
Trods den erklærede neutralitet og en ikkeangrebspagt med Tyskland, blev Danmark besat af tyske tropper den 9. april 1940. Da besættelsen angiveligt skulle beskytte landet, valgte regeringen at fortsætte. Denne samarbejdspolitik holdt landet fri af tysk retshåndhævelse, men den kostede efterhånden regeringen en del moralsk og politisk velvilje i befolkningen. Efter strejkebølgen i august 1943 trådte regeringen i karakter, og besættelsesmagten overtog styret. Den civile administration fungerede videre som "departementschefstyret", men i krigens sidste år vandt modstandsbevægelsen mere og mere ørenlyd i befolkningen. Derfor indledte politikerne et samarbejde med modstandsbevægelsen, repræsenteret ved Frihedsrådet, sådan at de to grupperinger kunne danne en fælles overgangsregering ved befrielsen den 5. maj 1945.

## Folkestyret
I 1901-1914 var den vigtigste enkeltbegivenhed systemskiftet 1901. Efter Højres markante valgnederlag i foråret 1901 måtte Kongen opgive sin ret til at udpege regeringen. I stedet blev flertallet i Folketinget den afgørende magtfaktor bag regeringsdannelsen. Venstrereformpartiet under ledelse af I. C. Christensen, men med den af kongen udpegede forhandlingsleder Johan Henrik Deuntzer som konseilspræsident vandt regeringsmagten fra Højre. Kongen tilsluttede sig samtidig Folketingets eneret til at vedtage finansloven (statsbudgettet). Det blev dansk statsskik, at en regering ikke må have et flertal imod sig. På den måde opstod den danske form for parlamentarisme.
I 1905 splittedes Venstrereformpartiet på baggrund af en uenighed over militærspørgsmål, og Venstre det Radikale Venstre blev dannet. De radikale udbrydere havde antimilitarisme, udvidelse af valgretten, styrkelse af husmænds og byarbejderes vilkår og en forbedring af uddannelserne på programmet. Allerede i 1906 mistede Venstre sit absolutte flertal i Folketinget, og siden da har intet enkelt parti opnået et flertal af mandaterne.
I årene derefter samarbejdede det Radikale Venstre og Socialdemokratiet om mange initiativer i Folketinget og i arbejdet for valgret til kvinder og tyende. I 1908 lykkedes det at gennemføre valgret for kvinder og tyende til kommunalforsamlingerne, og i 1915 fik begge disse grupper også valgret til Folketinget. Dermed var almindeligt folkestyre gennemført i Danmark.
Danmark holdt sig uden for de store allianceopbygninger i Europa og førte i stedet en meget målrettet neutralitetspolitik. På den ene side stod Tripelalliancen bestående af Tyskland, Østrig-Ungarn og Italien, på den anden side stod Tripelententen med Storbritannien, Frankrig og Rusland. Skiftende regeringer måtte balancere på en knivsæg, for landet var økonomisk tæt forbundet med England, men havde den store nabo Tyskland lige mod syd. Der var opbygget store fæstningsværker omkring København, og med en udvidelse af hæren forsøgte Danmark at forberede sig på det værste. Heldigvis var Danmark ikke af strategisk betydning for de stridende parter, og landet kunne derfor følge Norge og Sverige i en forsigtig neutralitetspolitik.

## Befolkningsudvikling, levealder og levevilkår
Folketallet udviklede sig næsten jævnt i årene mellem 1901 og 1945. Det ses af tallene for de enkelte folketællinger i perioden:
| - 1901: 2.449.540 - 1906: 2.588.919 - 1911: 2.757.076 - 1916: 2.921.362 - 1921: 3.267.831 | - 1925: 3.434.555 - 1930: 3.550.656 - 1935: 3.706.349 - 1940: 3.844.312 - 1945: 4.045.232 |

Umiddelbart efter århundredeskiftet i år 1900, var den gennemsnitlige levealder for mænd og kvinder på ca. 52 år. I årene, der fulgte (og faktisk helt frem til 1955) steg den jævnt med næsten 5 måneder pr. kalenderår. I perioden fik man bugt med tuberkulose og flere andre infektionssygdomme, sådan at middellevealderen var nået op på ca. 67 år i 1945. Nogle af de væsentlige årsager til den udvikling var den større bevidsthed om hygiejne, de store investeringer i kloakeringer og de politiske beslutninger om befolkningens velfærd. Også indkomsterne steg generelt i perioden, således at rådighedsbeløbet i faste priser omtrent blev fordoblet fra århunderdeskiftet til 1939. Arbejdsløshed var den
væsentligste risikofaktor for almindelige menneskers levevilkår; i hele perioden var ledigheden blandt arbejdere relativt høj, og den kulminerede under krisen i 1930'erne.
 De ledige fik dog en vis kompensation for indkomsttabet. Allerede med vedtagelsen i Rigsdagen af dagpengeloven 1907 opnåede arbejdsløshedskasserne mulighed for statslig godkendelse og et offentligt tilskud til dagpengene. Med socialreformen 1933 fik alle borgere et retskrav på offentlig forsørgelse, som dog kunne betyde tab af nogle af borgerrettigehederne, især valgretten.  Forliget anses i de fleste historiske fremstillinger for at være en hjørnesten i opbygningen af den danske velfærdsstat.

## Industrialisering og infrastruktur
I begyndelsen af det 20. århundrede tog industrialiseringen rigtigt fart. Indførelse af dampdrevne maskiner gav mulighed for en mekanisering af alle tunge og ensformige arbejder. Forbrændingsmotorer blev efterhånden indført i alle mindre befordringsmidler, og især i biler og flyvemaskiner blev de snart enerådende.
Til den tunge trafik udvikledes en infrastruktur, som bestod af dampskibsruter mellem alle landsdele. De medvirkede til en øget udveksling af varer og personer inden for riget, men også i forhold til udlandet. Anlæggelsen af Esbjerg Havn blev afgørende for den øgede eksport af lurmærket smør og bacon til England.
Den største fordel ved dampdriften var fuldførelsen af et fintmasket jernbanenetværk. I modsætning til den besværlige og langsommelige trafik på landevejene, var togtransport hurtig og pålidelig. Sammen med dampskibsruterne skabte banerne forudsætningen for, at Danmark blev et sammenhængende marked for arbejdskraft, varer og tjenesteydelser. Industrialiseringen af Danmark bar dog også- sammenlignet med de fleste andre lande i Europa- præg af mange små og mellemstore virksomheder. 
De mange broer og viadukter, banedæmninger og rækkerne af telegrafi- og telefonpæle kom til at præge landskabet. På samme tid blev landbrugsområderne præget af pigtrådsindhegnede græsmarker, af store arealer med sukkerroer og af den øgede dyrkning af havre og byg til det forøgede kreaturhold. Endelig blev landskabet præget af et net af hovedlandeveje, som var befæstet med stenbelægninger og farbare året rundt.
I byerne medførte tilvandringen af arbejdskraft fra landet et hidtil uset byggeri af boligkarreer, hvor kernefamilierne etablerede sig. De hygiejniske forhold lod dog meget tilbage at ønske, hvad der viste sig ved en høj børnedødelighed, udbredt tuberkulose og mange epidemier. Ved hjælp af kloakering, brug af embedslægeinstitutionen, bygning af hospitaler og badeanstalter, uddannelse af jordemødre og oprettelsen af sygekasserne lykkedes det efterhånden at forbedre befolkningens sundhedstilstand.

## Første verdenskrig
I de første årtier af det 20. århundrede dannede det nye Radikale Venstre og Venstre på skift regeringer. I 1915 fik kvinderne stemmeret, og i samme periode blev de vestindiske øer solgt til USA. Der blev gennemført reformer af arbejdsmarkedet og af de sociale forhold, som peger frem mod den senere velfærdsstat.
Det lykkedes at holde Danmark uden for kamphandlingerne i 1. verdenskrig, men de dansksindede sønderjyder deltog på tysk side i hele krigen. De led uforholdsmæssigt store tab (som det polske mindretal). Mange tjente formuer på at forsyne de krigsførende lande med fødevarer ("gullaschbaroner"); både handelsmønstret blev forrykket af krigen, ligesom der fulgte en række sociale og økonomiske uroligheder.
To dage efter krigens udbrud bad den tyske regering Danmark om at lægge miner ud i Storebælt, så den britiske flåde ikke kunne gå ind i Østersøen. Den danske regering mente, at den burde følge opfordringen, da Danmark ellers risikerende, at tyskerne selv lagde miner ud. Venstre og Konservative Folkeparti frygtede, at udlægningen af minerne kunne opfattes som en fjendtlig handling over for Storbritannien.
Efter pres fra den danske flåde og Christian 10. gik de to partier dog med til udlægningen. Briterne viste sig faktisk at være tilfredse med, at minerne blev lagt ud, da de ikke havde planer om at gå ind i Østersøen, og fordi minerne betød at tyskerne ikke kunne slippe ud gennem Kattegat og Skagerrak. Tyskerne fortrød deres handling efter noget tid og bad Danmark fjerne minerne. Det ville den danske regering ikke efterkomme.
I 1916 var der holdt en afstemning om salg af De dansk-vestindiske øer til USA, som blev stærkt interesseret i dem under krigen. USA ville betale 25 mio. USD (modsvarende ca. 3 mia. DKK i 2012). Samtidig ville USA anerkende Danmarks ret til hele Grønland. Trods de gode vilkår var mange danskere modstandere af salget. Det gjaldt især De Konservative. Spørgsmålet blev afgjort ved en folkeafstemning, der viste et stort flertal for salget. Det var i øvrigt første gang kvinderne kunne benytte deres stemmeret i et nationalt anliggende. Danmark beholdt dog det Dansk-vestindiske kompagni og en lille ø ved navn Vandø (Water Island), som ligger ca. 1 km syd fra St. Thomas, til 1944, hvor USA købte den for 10.000 USD (modsvarende ca. 0,73 mio. DKK i 2012).

## Genforeningen
Efter krigen i 1864 afstod det danske monarki hertugdømmerne Slesvig, Holsten og Lauenburg til Preussen og Østrig. Slesvig blev administreret af Preussen, Holsten af Østrig. I 1866 udbrød den preussisk-østrigske krig mellem de to tyske stormagter. Preussen vandt krigen, og Østrig måtte afstå sin del af byttet fra 1864 ved Pragfreden. Napoleon 3. af Frankrig fik indsat en bestemmelse om, at indbyggerne i Nordslesvig ved lejlighed kunne få lov til at stemme om hvorvidt, de ville høre til Danmark eller Preussen. Denne paragraf 5 blev efter aftale med Østrig ophævet af Preussen i 1879. Derefter var der umiddelbart intet håb om en ændring af det statslige tilhørsforhold.
Under 1. verdenskrig måtte de dansksindede sønderjyder derfor deltage på tysk side, og de led svære tab. Hen mod krigens afslutning var der betydelig social uro i Tyskland, og den sidste tyske regering før revolutionen forsøgte at klare grænseproblemet ved at tilbyde en afståelse af Haderslev Amt. Den danske regering afslog med den begrundelse, at den ville afvente en fredsaftale. Regeringen havde fra den dansksindede rigsdagsmand i den tyske rigsdag i Berlin, H.P. Hanssen Nørremølle, fået informationer om, at en ny tysk regering måske ville være villig til en større afståelse.
Versailles-freden i 1919 bestemte, at der skulle afholdes en folkeafstemning i Slesvig i to omgange, en i Nordslesvig og en i Mellemslesvig. De tyske myndigheder skulle rømme området indtil syd for linjen Slesvig-Husum, hvilket dog kun skete delvist i den sydlige del. En international kommission bestående af medlemmer fra Frankrig, England, Norge og Sverige overtog administrationen, imens franske tropper besatte området. Den internationale kommission planlagde og gennemførte afstemningerne i de to zoner.
Afstemningen i Nordslesvig, i den såkaldte første zone, blev således afholdt den 10. februar 1920, hvor der blev afgivet 100.760 stemmer, hvoraf 74,86 % var danske stemmer mod 25,14 % tyske. Af disse stemmer var 25.000 dog afgivet af folk, der ikke længere boede i zonen, mens 5.300 var afgivet af bosættere, der var kommet til zonen siden år 1900. Fraregnet disse (altså blandt indfødte og bosættere fra før 1900) var der 81,46 % for Danmark og 18,54 % for Tyskland.
I anden zone, i Mellemslesvig, hvor Flensborg lå, foregik afstemningen den 14. marts 1920. Der blev afgivet 63.524 stemmer, hvoraf 19,84 % var for Danmark og 80,16 % for Tyskland. Blandt den indfødte befolkning (fratrukket godt 25.000 bosættere og udvandrede) var den danske noget større, nemlig 27,42 %. Især omkring Flensborg gjorde tilstrømningen fra Tyskland af stemmeberettigede, at den danske procentdel blev kunstigt forringet.
I maj 1920 overtog dansk militær kontrollen med Nordslesvig. I juni kom der dansk forvaltning, og kronen afløste den tyske mark. Den 15. juni, på Valdemarsdag, blev området officielt forenet med Danmark som de sønderjyske landsdele. Den 10. juli red Christian 10. over den gamle grænse på landevejen ved Taps mellem Kolding og Christiansfeld på sin "hvide" hest, hvor han også tog en lille pige op på hesten. En stor genforeningsfest fandt sted dagen efter på Dybbøl Banke. Den 12. juli mødte Christian 10. ved et møde i Kruså de danske sydslesvigere, som ikke blev genforenet. Genforeningsdagen, 15. juni, og afstemningsdagen, 10. februar, fejres endnu af dansksindede i Sønderjylland.

## Påskekrisen
Påskekrisen blev udløst efter Christian 10., i foråret 1920, afskedigede Regeringen Zahle der havde opbakning fra et flertal i Folketinget. En af de mest fremherskende teorier bag afskedigelsen er ønsket fra blandt andet Venstre og Konservative Folkeparti om at få Flensborg tilbage til Danmark, trods det overvejende tyske flertal i genforeningsafstemningerne.
Den radikale regering, ledet af statsminister Carl Theodor Zahle, ønskede dog ikke at få et større tysk mindretal indenfor det danske rige, og ville derfor ikke fremsætte dette ønske overfor de sejrende magter efter 1. verdenskrig. Oppositionen mente, at man ved et hurtigt valg kunne vælte regeringen, men Zahle ønskede ikke at udskrive valg, da der ikke var et flertal imod hans regering, men en række fremtrædende danske erhvervsfolk med bl.a. ØK's H.N. Andersen, skibsreder A.P. Møller og brygger Vagn Jacobsen i spidsen pressede kongen, der 29. marts 1920 afskedigede regeringen.
Dette fik Socialdemokratiet og De samvirkende Fagforbund til dagen efter at udarbejde en resolution hvori de krævede regeringen Zahle genindsat dagen efter, ellers ville der blive varslet generalstrejke i hele landet. Kongen reagerede imidlertid ved at udnævne et forretningsministerium under ledelse af Otto Liebe. Generalstrejken blev varslet til at begynde 6. april. Socialdemokratiets leder Thorvald Stauning drøftede sagen direkte med Otto Liebe, og opfordrede denne til at træde frem for Folketinget, der ville møde ham med et mistillidsvotum. Liebe nægtede, og havde sikret sig, at Folketinget, der var på påskeferie, ikke ville blive indkaldt af formanden for Rigsdagen. Stauning var imidlertid formand for Københavns Borgerrepræsentation, og denne havde mulighed for at præsentere en sag direkte for kongen. Derfor indkaldte han borgerrepræsentationen d. 3. april og fik med Socialdemokratiets og De Radikales stemmer vedtaget en resolution, der krævede regeringens øjeblikkelige afgang. Borgerrepræsentanterne marcherede til Amalienborg med kravet og talte foran tusindvis af demonstranter på slotspladsen.
Ved udsigten til en uundgåelig generalstrejke bøjede kongen af. Han afskedigede ministeriet Otto Liebe og bad i stedet – på opfordring fra Stauning og Ove Rode – M.P. Friis om at danne en upolitisk regering, der skulle forberede et valg 22. april. Påskemorgen d. 4. april 1920 var krisen afværget.

## Verdenskrisen
Ved valget i 1924 blev Socialdemokratiet landets største parti under ledelse af Thorvald Stauning. Han indledte et samarbejde med de borgerlige partier, sådan at hans parti blev betragtet som en uomgængelig faktor i politikken. Samtidig betød regeringsansvaret også, at socialdemokratiet blev "stuerent" og kunne betragtes som ansvarligt i de politiske forhandlinger. Magten gled dog partiet af hænde, da Venstre atter dannede regering i 1926 under Thomas Madsen-Mygdals ledelse.
Den økonomiske krise tog sin begyndelse på den 24. oktober 1929 (kaldet "sorte torsdag"), da New Yorks børs krakkede. I tiden efter den 1. verdenskrig var mange lande blevet afhængige af udenrigshandel, og da USA iværksatte restriktioner for handlen med udlandet, fortsatte krisen i disse lande. Især Tyskland led hårdt, da landet i forvejen var belastet af krigsskadeerstatninger ifølge Versaillesfreden.
Den danske udenrigshandel foregik mest med England, men mange varer blev også afsat til Tyskland, og derfor blev Danmark trukket med ind i krisen. Firmaer lukkede, folk blev arbejdsløse, priserne faldt og mismodet bredte sig. Staunings anden regeringsperiode var netop indledt, da krisen begyndte i USA, og det var under hans ledelse, at landet måtte kæmpe sig igennem de første, svære år.
ISBN 87-00-44402-2]
Ved Kanslergadeforliget den 30. januar 1933 lavede Venstre og regeringen en pakkeløsning, som tilgodeså landbruget ved en devaluering af kronen overfor den britiske pund. Det betød flere kroner for smør og bacon solgt til samme pris i England. Industrierhvervene fik arbejdsro gennem et étårigt forbud mod arbejdskampe (strejker og lockouter) og en forlængelse af de gældende overenskomster ved lov. Desuden var det indbygget i forligspakken, at boligbyggeri kunne få statsstøtte, at ejendomsskatterne blev lettet og at gæld på landbrugsejendomme blev konverteret til nye lån mod at grundskylden blev forøget. Og endelig indeholdte forliget K.K. Steinckes socialreform med forbedringer for medlemmer af sygekasser og arbejdsløshedskasser og for modtagere af invaliderente (nu: invalidepension) og aldersrente (nu: folkepension).
Det hører med i billedet, at der var meget streng kontrol med dem, der modtog hjælp fra det offentlige. Mange mænd blev sendt på tvunget arbejde og måtte f.eks. slide i brunkulslejerne i Vestjylland. Andre fik tilbudt at tage arbejde i Tyskland, hvor den nazistiske regering havde sat gang i økonomien ved store offentlige arbejder (motorveje og jernbaner) og ved en hastig oprustning af stridskræfterne.
Da krigen brød ud den 1. september 1939 var verdensøkonomien på vej opad, men i Danmark var der stadig stor arbejdsløshed, og mange så hen til Tyskland som en model for løsning af krisen og dens følgevirkninger.

## Anden verdenskrig

### Besættelsen
Besættelsen af Danmark den 9. april kom som et chok for befolkningen. Ganske vist var verdenskrigen brudt ud allerede den 1. september året før, da Tyskland angreb Polen, men i den mellemliggende periode havde alle parter respekteret den danske neutralitetspolitik. Danskerne regnede med, at krigstiden ville blive noget lignende forholdene under 1. verdenskrig.
Den havde været advarsler om, at noget trak op, men regeringen ønskede ikke at irritere Tyskland ved at mobilisere hæren og sætte flåden i kamptilstand. Desuden regnede man så sent som den 8. april med, at en besættelse kun ville ramme Jylland (som transportvej til Norge), og at Sjælland kunne holdes frit.
Klokken 4:15 gik tyske tropper over grænsen ved Kruså. Samtidig landsatte tyskerne tropper ved Gedser, Korsør og Nyborg samt ved Lillebæltsbroen og Storstrømsbroen. I København gik 800 mand i land fra transportskibet Danzig og fortsatte til forsvarets hovedkvarter på Kastellet, som blev indtaget. Ved Amalienborg kom det til en kort ildkamp med livgarden. Aalborg Lufthavn blev indtaget af faldskærmstropper uden kamp, men på Flyvestation Værløse blev de danske kampfly ødelagt på jorden ved bombning.
Kun de fåtallige danske tropper i Sønderjylland ydede reel modstand, og det kostede 16 døde og 23 sårede soldater. Efter et hastemøde kl. 5:30-6:00 besluttede regeringen og Christian 10., at man ville kapitulere, og kl. 8:00 opgav de danske styrker i Sønderjylland derfor kampen. Derefter udsendte regeringen en proklamation til befolkningen, hvor man beskrev sin politik med ordene: ... under Protest [har regeringen] besluttet at ordne Landets Forhold under hensyn til den Besættelse, som har fundet Sted ...
Proklamationen blev fulgt op af Staunings tale til Rigsdagen, hvor han fulgte samme linje som i proklamationen. Befolkningen havde nu tyskernes nedkastede flyveblade med titlen OPROP!, ministeriets proklamation og Staunings tale at forholde sig til, og alle krævede ro og besindighed. Regeringen var med andre ord i gang med at tilrettelægge det, der snart blev kaldt "Samarbejdspolitikken". Man fastholdt en illusion om en fortsat dansk neutralitet og suverænitet med regeringen som den magthavende i landet.

### Samarbejdspolitikken
Da regeringen og Rigsdagen blev siddende efter den 9. april, var samarbejdspolitikken igangsat. Det var de danske politikeres mål på den ene side at bevare størst mulig suverænitet, og på den anden side at få skaffet landet igennem krigen så smertefrit som muligt.
Udenrigsminister P. Munch var den, der formulerede politikken, og også den, der konkretiserede den under den første del af besættelsen. Under Slaget om Frankrig og indtil de var besejrede den 17. juni, trådte regeringen vande og afventede en mulig våbenstilstand og fredsaftale mellem Tyskland og Vestmagterne. I de måneder fik man forhandlet sig til rette med Tyskland om det besatte Danmarks forhold vedrørende udenrigshandel og retspleje. Indenrigspolitisk betød optagelsen af Venstre og de Konservative, at socialdemokraterne måtte gå med til hårde omlægninger af de ansattes vilkår.
Den 8. juli omdannedes regeringen, og P. Munch blev erstattet af Erik Scavenius som ny udenrigsminister. Han indledte forhandlinger, hvis mål var at sikre Danmark en plads i det kommende, tyskdominerede Europa. De måtte dog afbrydes på grund af modstand både på tysk og dansk side. Den oprindelige, lidt henholdende forhandlingslinje fortsatte derfor – trods en konstant frygt for dannelse af en Quislingregering, men nu med opbakning fra både partierne, Rigsdagen og befolkningen. Ved Tysklands angreb på Sovjetunionen den 22. juni 1941 ændredes grundlaget for samarbejdspolitikken igen. Mange forventede, at sovjetstaten ville bryde sammen, og en bølge af antikommunisme fulgte de tyske sejre.

### Interneringen af de danske kommunister
På ordre fra Justitsministeriet internerede man en stort antal danske kommunister allerede samme dag. Besættelsesmagten havde ønsket at få lederne af partiet og dets ungdomsorganisation arresteret, mens politiet brugte en dansk liste og indsatte betydeligt flere. Interneringen skete som "anholdelser efter Justitsministeriets ordre", men altså uden henvisning til en lovhjemmel.
Interneringen er blevet fordømt som brud på Grundloven, men i et af de senest udkomne værker formulerer man sig betydeligt mere forsigtigt:
Hjemlen til anholdelserne/interneringerne var nødretten, men man finder en omhyggeligt formuleret indrømmelse i ordene:
Nødretsvirkningerne af undtagelsestilstanden kan følge af skreven ret, grundlov eller lov (såkaldt uegentlig nødret) være hjemlet i en uskreven nødretsgrundsætning, der kan udløse retsvirkninger i strid med den positive ret (såkaldt egentlig nødret). Den sidstnævnte nødret blev fx taget i brug ved kommunistinterneringen.
Den nye tilstand gav forhandlingspolitikken en ny drejning, da man indledte forhandlinger om Danmarks tilslutning til Antikominternpagten, en aftale om fælles bekæmpelse af kommunisme, der oprindeligt var indgået mellem Tyskland og Japan med senere tilslutning fra Italien, Spanien, Ungarn og Manchukuo. Den danske regering vaklede mellem at se pagten som noget rent symbolsk, og at betragte den som en tvungen opslutning om den nazistiske udenrigspolitik. Da Stauning bøjede af under tysk trussel om at afbryde samarbejdspolitikken helt, underskrev udenrigsministeren pagten i Berlin den 24. november. Dette udløste voldsomme demonstrationer over flere dage i København, og derefter skete der et skred i befolkningens holdning til samarbejdspolitikken.

## Opgivelsen af samarbejdspolitikken

### Nye samlingsregeringer
Den 3. maj 1942 døde Thorvald Stauning, og Vilhelm Buhl blev ny statsminister. På tysk side var man ikke tilfreds med Buhl, og efter nogle måneder blev han erstattet af Erik Scavenius. Alle partier var usikre på politikken, men ingen så noget bedre for landet. I befolkningen voksede modstanden, og kommunisterne begyndte at udføre sabotageaktioner mod tyskerne og tyskvenlige, danske fabrikker.
I marts 1943 afholdt man et rigsdagsvalg, som gav partierne et nyt grundlag for forhandlingerne. Politikerne forstod valgresultatet sådan, at samarbejdspolitikken var blevet godkendt af befolkningen, men de tyske nederlag (Stalingrad, Nordafrika og landgangen på Sicilien) gav ny vind til modstanden, og både Rigsdagens og befolkningens støtte var svindende.

### Strejkerne i august 1943
Det blev strejkebølgen i Jylland og på Fyn, som bragte samarbejdspolitikken til ende. Da de danske politikere ikke ville opfylde de tyske krav om mødeforbud, udgangsforbud, strejkeforbud, pressecensur, særdomstole og dødsstraf for sabotage, afsatte tyskerne den danske regering den 29 august 1943. Da kongen ikke modtog noget ønske fra regeringen om at træde tilbage, blev den formelt set "hvilende" indtil befrielsen i maj 1945.

### Afvæbningen af hæren og flådens sænkning
Hærens enheder blev afvæbnet ved en tysk operation i løbet af få dage. Det overrumplende militærangreb medførte dog 23 dræbte på dansk side. Visse enheder og enkelte officerer valgte at flygte til Sverige, men aktionen lykkedes næsten gnidningsløst. Flådens skibe var gjort klar til at blive sænket, hvis tyskerne tog magten. Det medførte, at 29 skibe blev sænket; kun 14 faldt i tyskenes hænder. En større gruppe af fremtrædende danske civile blev arresteret som gidsler for at holde befolkningen i ro. Desuden overtog tyske myndigheder kontrollen med Horserødlejren, som rummede de internerede kommunister. Ved Amalienborg betød afvæbningen af hæren, at livgardens bevogtningstjeneste måtte ophøre. I stedet blev der etableret en væbnet politivagt.

### Frihedsrådet dannet
Den 16. september dannede en række medlemmer af modstandsbevægelsen Danmarks Frihedsråd. Formålet var i første omgang at samordne modstandsgruppernes politiske arbejde, men snart efter blev det også hensigten at danne en decideret politiske ledelse af landet, byggende på holdningen hos befolkningsflertallet.

### Departementschefstyret
Under ledelse af Udenrigsministeriets direktør, Nils Svenningsen, overtog embedsmændene i ministerierne den daglige administration af landets anliggender. Dette skete i forståelse med kongen og partiernes politiske ledere, der som en skyggeregering kunne fortsætte samarbejdspolitikken. Ordningen forudsatte, at de såkaldte "lovanordninger" kunne forelægges domstolene til godkendelse i tvivlstilfælde. Departementschefstyret var godkendt af den tyske befuldmægtigede Werner Best.

### Jødeaktionen
Efter at Georg Ferdinand Duckwitz, som var ansat ved Tysklands ambassade i København, havde advaret danske politikere om en snarlig arrestationsbølge mod de danske jøder, nåede advarslen videre ud til medlemmerne af Mosaisk Trossamfund. Mange gik straks under jorden, og de fleste valgte snart efter at flygte over Øresund til Sverige. Resultatet af selve aktionen, der foregik den 1.-2. oktober 1943, blev, at 284 blev fanget i hele landet. Resten – over 7.000 – undslap ved den danske befolknings hjælp. De fangne blev sendt til koncentrationslejre i Tyskland: Jøderne kom til Theresienstadt, mens de 145 danske kommunister, som ikke var undsluppet ved tyskernes overtagelse af Horserødlejren, blev sendt til lejren Stutthof ved Gdańsk.

## Dansk modstand

### Modstandsbevægelserne
Med auguststrejkerne, den tyske magtovertagelse, skabelsen af departementchefstyret, jødeforfølgelserne og dannelsen af Frihedsrådet, var der skabt helt andre betingelser for besættelsen af Danmark. Allerede fra den 9. april 1940 var der betydelig modvilje mod besættelsen, men udsigten til en snarlig tysk dominans i hele Vest- og Centraleuropa gjorde, at en egentlig modstand var meget sporadisk. Dette ændrede sig med Tysklands angreb på Sovjetunionen og interneringen af de danske kommunister, for det satte med ét slag gang i en kommunistisk ledet modstandsbevægelse, ofte ledet af folk med kamperfaring fra den spanske borgerkrig, f.eks. i BOPA. Der var dog også aktiv modstand fra socialdemokrater og borgerlige, og disse grupper fik støtte fra officerer og menige soldater efter afvæbningen af hæren, f.eks. i organisationen Holger Danske. Desuden lykkedes det efterhånden at få skabt en kontakt til den britiske ledelse af modstanden i de besatte lande, Special Operations Executive.
Man fik organiseret modtagelse, transport og fordeling af flynedkastede våben, ammunition og sprængstoffer. Sabotageaktionerne blev mere målrettede og blev efterhånden afstemt med de allieredes behov på kamppladserne i Europa. Besættelsesmagten var ivrig efter at bringe modstanden til ophør, og det lykkedes i mange tilfælde at optrævle grupper eller hele organisationer, sådan at frihedskæmperne blev fanget og henrettet eller sendt i koncentrationslejr. I dette spil medvirkede foruden de tyske magtorganer som HIPO, Gestapo og Schalburgkorpset også et ukendt antal af danske medløbere, såkaldte "stikkere", der forsynede de tyske myndigheder med oplysninger af idealisme eller mod betaling. Dette stod straks klart for modstandsbevægelsen, og som modtræk indførte man "stikkerlikvideringer", dvs. nedskydninger af folk, som havde givet oplysninger om danske frihedskæmpere. Fra tysk side blev sabotagen og likvideringerne besvaret med terror: Brutal prygling af demonstranter, indfangelse og henrettelse af gidsler, kollektiv afstraffelse (idømmelse af bod fra hele byer) osv.

### 19. september
Godt og vel et år efter, at regeringen var sat ud af spillet, ønskede besættelsesmagten at skaffe sig fuld kontrol over ordenshåndhævelsen i Danmark. Både de indre forhold (sabotageaktioner, stikkerlikvideringer og folkestrejken i juni-juli), samt udviklingen på slagmarkerne (den sovjetiske fremmarch i Østeuropa, de allieredes offensiv i Frankrig og Mussolinis fald) fik de nazistiske magthavere til at tænke i hårdhændet kontrol med landet.
Kl. 11 om formiddagen besatte tyske tropper politistationerne og afvæbnede de vagthavende. Ca. 2.000 politifolk og 300 grænsegendarmer blev sendt i tyske koncentrationslejre. På Amalienborg kæmpede politivagten i mange timer, og resultatet blev, at den bevæbnede politivagt blev opretholdt resten af krigen.
Ved opløsningen af det danske politi, kunne man frygte for en opblussen af almindelig kriminalitet, men aktionen blev ledsaget af forholdsordrer om øjeblikkelig reaktion, sådan at arrestationer og henrettelser kunne ske uden dom. Desuden planlagde man at opbygge et tyskledet, dansk politi, HIPO-korpset, som dog aldrig nåede længere end at lave terrorvirksomhed. Danmark var derfor reelt uden civilt politi frem til befrielsen, og i stedet blev der dannet lokale vagtkorps.

### De hvide busser
Fra februar 1945 forhandlede den svenske greve Folke Bernadotte om en frigivelse af alle skandinaviske fanger i de tyske koncentrationslejre. Argumentationen var, at tyskerne havde besvær med at kunne forsyne lejrene med nødvendigheder, som greven kunne love at skaffe. Den reelle grund var dog frygten for, hvad der kunne ske i krigens sidste, kaotiske fase. I første omgang opnåede han at få skabt en særlig afdeling af lejren Neuengamme. Ved hjælp af svenske frivillige og 78 hvidmalede busser, lastbiler, tankvogne m.m. blev de skandinaviske fanger samlet og ført til Neuengammeden den 12. marts.
Fra da af blev fanger hentet i lejre og "udekommandoer" (arbejdsforlægninger) og ført nordpå. Så sent som den 15. april lykkedes det at føre en konvoj fra Theresienstadt til Neuengamme. Den 20. april påbegyndte en evakuering af Neuengamme til karantænestationer ved den dansk-tyske grænse. I krigens sidste dage lykkedes det, nu hovedsageligt med danske køretøjer, at få overført ca. 5.000 danske og norske fanger til Danmark og derfra videre til Sverige.

## Befrielsen

### 4. maj
Den 4. maj 1945 kl. 20:35 fik den danske befolkning via Frihedsbudskabet oplysning om, at de tyske tropper i landet havde overgivet sig med virkning fra næste dag kl. 8:00. Mange af den ældre generation genkender båndoptagelsen af BBC's udsendelse:
I dette øjeblik meddeles det, at Montgomery har oplyst, at de tyske tropper i Holland, Nordvesttyskland og Danmark har overgivet sig. Her er London. Vi gentager: Montgomery har i dette øjeblik oplyst, at de tyske tropper i Holland, Nordvesttyskland og i Danmark har overgivet sig.
Dette udløste spontane jubelscener overalt i landet, hvor folk strømmede ud på gaderne og lykønskede hinanden.
Samtidig indledtes opgøret med besættelsesmagtens danske hjælpere, kollaboratørerne. Modstandsbevægelsens folk optrådte nu med en uniformering i form af rød-hvid-blå armbind, og de opsøgte kendte stikkere og medlemmer af Schalburg- og HIPO-korpsene. Nogle steder skete det velordnet og efter lister, der var udarbejdet i forvejen, men andre steder havde arrestationerne mere karakter af vilkårlig gengældelse. Det samme gjaldt mishandlingen af de kvinder, der havde haft et forhold til mænd fra besættelsesmagten, de såkaldte "tyskerpiger".

### 5. maj
Da kapitulationen var trådt i kraft om morgenen, den 5. maj, iværksatte modstandsbevægelsen omfattende arrestationer af tyskvenlige danskere. I løbet af en uge fangede man over 20.000 personer, hvoraf dog næsten 15.000 blev løsladt, uden at der skete yderligere med dem.
Modstandsbevægelsen var i et par dage den eneste, reelle ordensmagt i landet, men allerede samme dag blev Den Danske Brigade overført fra Skåne til Danmark. Den blev dog kun brugt til bevogtningsopgaver, bl.a. af den dansk-tyske grænse.
Mens de tyske besættelsestropper planmæssigt overgav sig til et lille kontingent britiske tropper under ledelse af generalmajor Dewing og i det store og hele forholdt sig roligt, var de danske HIPO-folk desperate og modsatte sig overgivelse og afvæbning. Derfor kom det til alvorlige ildkampe i flere danske byer.
Ved kapitulationen befandt der sig ca. 250.000 flygtninge fra de tidligere tyske områder i Østeuropa (Østpreussen, Pommern, Schlesien og Sudeterland bl.a.) i Danmark. Disse mennesker – mest kvinder, børn og gamle mænd – kunne ikke uden videre hjemsendes, og i første omgang var de indkvarteret på skoler og vandrerhjem, men snart efter blev der indrettet særlige flygtningelejre til dem. Deres skæbne blev ikke misundelsesværdig, for hadet til alt tysk var voldsomt blandt danskerne, og midlerne var små. Dertil kom, at vinteren 1946-47 var usædvanligt hård. Tusinder af børn under 5 år døde af sult i lejrene.

### Bornholms skæbne
Midt i jubelen blev det overset af mange, at Bornholm ikke var blevet befriet. Det skyldtes storpolitiske forviklinger: På den ene side ville den tyske kommandant kun overgive sig til briterne, jf. kapitulationsbetingelserne, men på den anden side vovede englænderne ikke at landsætte tropper på øen af frygt for at genere de sovjetiske styrker i Tyskland.
Den 7. maj ødelagde bomber fra sovjetiske fly derfor store dele af Nexø og Rønne. Den tyske kommandant vægrede sig dog fortsat mod at overgive sig til andre end britiske styrker, og fastholdt den tyske besættelse af øen. Igen den 8. maj bombede sovjetiske fly de to byer, og den 9. maj om morgenen landsatte man en lille styrke på øen. Først den 5. april året efter forlod de sidste, sovjetiske styrker Bornholm.

### Opgøret med kollaboratørerne
Den 31. maj vedtog Rigsdagen landsforræderloven, som blev det juridiske grundlag for opgøret med store og små kollaboratører. Da man valgte at behandle sagerne om de "små fisk" (stikkere, medlemmer af terrorbevægelser, danske SS-folk osv.) først, var befolkningen vrede aftaget i betydelig grad, inden man kunne behandle sagerne mod landsforrædere i erhvervslivet og i administrationen. Dette medførte, at erhvervsledere, politikere og embedsfolk i vidt omfang gik helt fri af retssager, mens andre fik ganske små domme. Disse forhold kan endnu ikke afklares, da kildematerialerne stadig ikke er tilgængelige for offentligheden.

### Ny regering
Regeringen Buhl, der havde været "hvilende" siden den 29. august 1943, trådte formelt tilbage den 5. maj, og kongen udnævnte en ny samme dag. Buhl beholdt statsministerposten, og mange af ministrene var stadig de samme, men der blev optaget flere ministre uden portefølje med tilknytning til modstandsbevægelsen.
Regeringens opgave var at sikre en rolig overgang til et normalt fungerende land. Vareknapheden var stor og meget følelig i de hårde vintre, og derfor fastholdt man rationeringsordningerne. Landets infrastruktur var nedslidt, og produktionsapparatet forældet og omstillet til krigstidsforhold, og det krævede investeringer og import af nyt materiel. Derfor indførte man strenge bestemmelser vedrørende tilgængeligheden af udenlandsk valuta.
Den 30. oktober blev det afholdt folketingsvalg, hvor DKP gik stærkt frem på socialdemokratiets bekostning. Derfor blev Venstre valgets vinder, og Knud Kristensen kunne danne den første efterkrigsregering den 7. november 1945.